# Festung Meløyvær

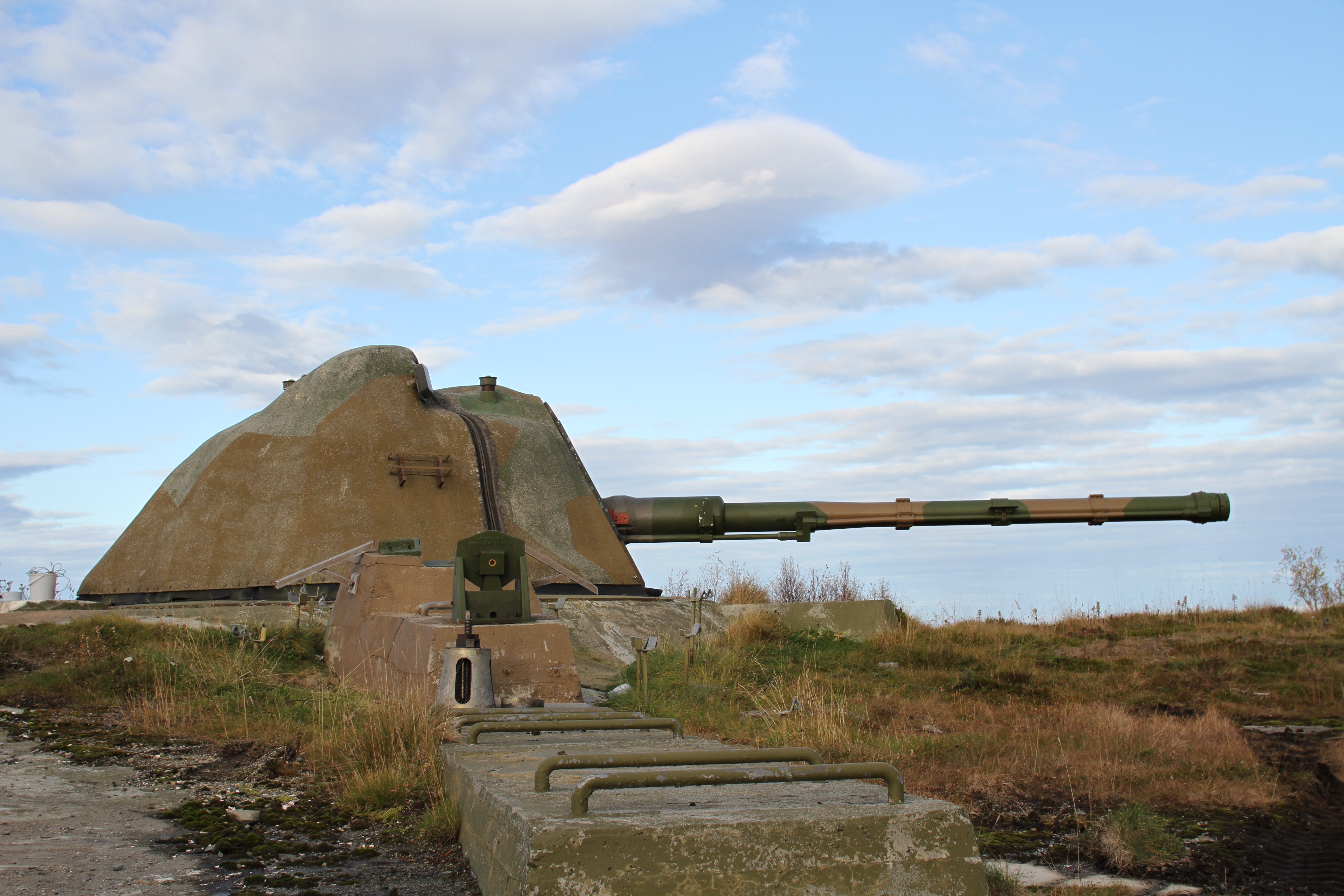
Festung Meløyvær, Geschütz B auf Russøya (Meløyvær)

Meløyvær Festung ist eine Küstenfestung in Norwegen. Sie liegt auf der Insel Krøttøya in der Provinz Troms. Die Festung war von hoher strategischer Bedeutung für die NATO und Nordnorwegen im Kalten Krieg. Der Bau war die letzte Festung in Norwegen, die mit drei 120-mm-Bofors-Geschützen bestückt war.

## Geschichte
Die Festung Meløyvær wurde Ende der 1980er Jahre erbaut, um drei andere Küstenfestungen zwischen Andøya und Senja zu ersetzen. Ihre Hauptaufgabe war es, Angreifer am Eingang zum Andfjord zu stoppen. Entsprechende Küstenartillerie wurde auch bei der Nes-Festung in Lødingen und Kråkvåg im Trondheimfjord platziert. Die Festung Meløyvær wurde im Jahr 2002 geschlossen. Die Kanonen befanden sich in den obersten Etagen einer 30 m tiefen Bunkeranlage. Da die Festung so neu ist, ist die gesamte Ausrüstung, Büros, Kojen, Kontrollraum und Küche usw., immer noch einsatzbereit. Die Temperatur und das Klima in der Anlage werden überwacht, um Schäden am Gerät zu vermeiden.

## Geschütze
Ursprünglich war die Festung mit drei 120-mm-Bofors-Kanonen bestückt, Kanone A, B und C. Kanone A befindet sich noch auf Krøttøya und ist vollständig erhalten. Die Kommandozentrale ist ebenfalls vollständig erhalten. Jede Kanone konnte 25 Schuss pro Minute abfeuern, auf eine Entfernung von 27 km.

## Denkmalschutz
Die Festung Meløyvær steht seit 2014 unter Denkmalschutz und ist die erste norwegische Festung aus dem Kalten Krieg, die in Norwegen diesen Status erhielt. Führungen werden vom Sør-Troms Museum angeboten.

## Galerie

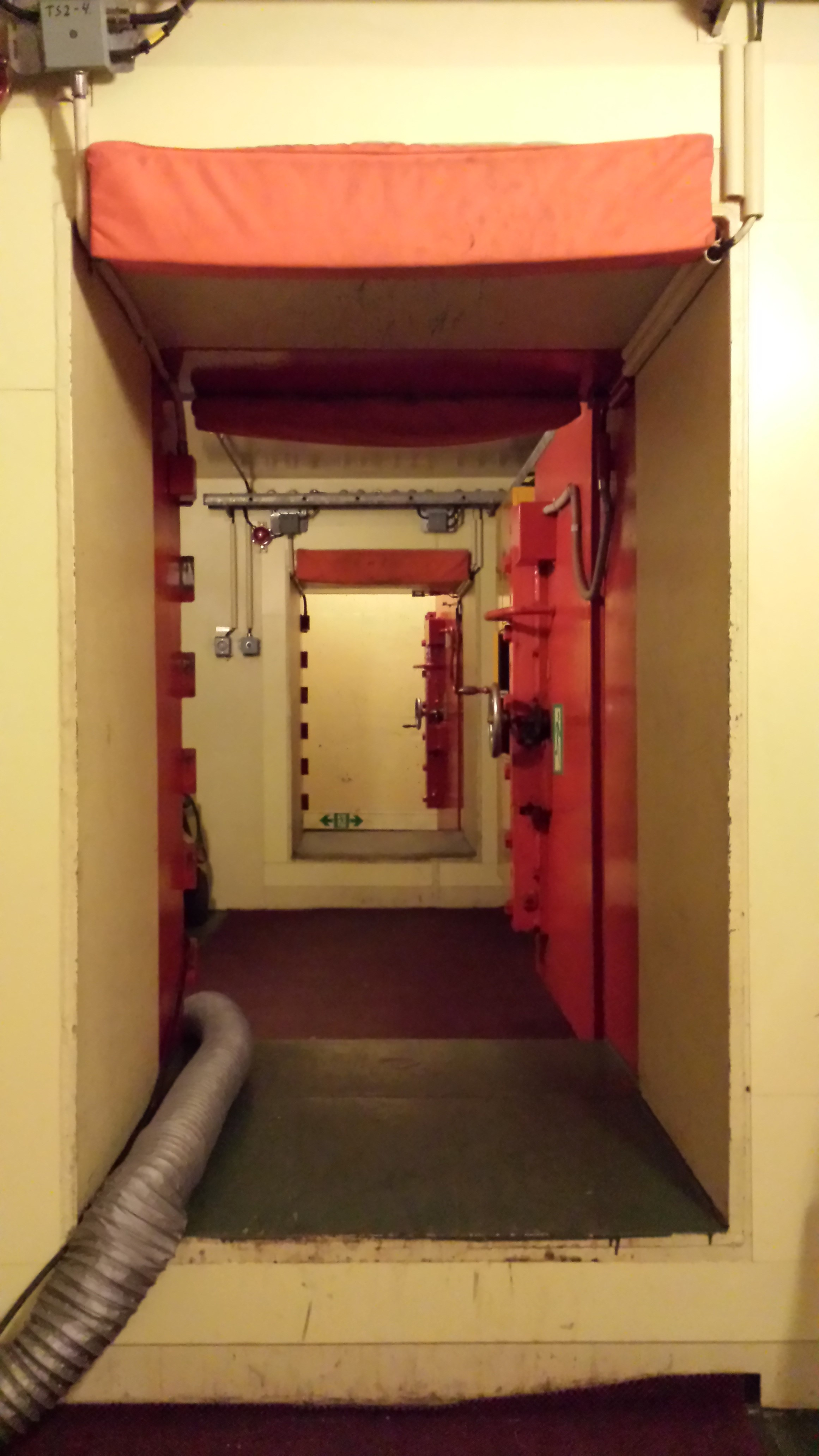
Schleuse – Kommandozentrale
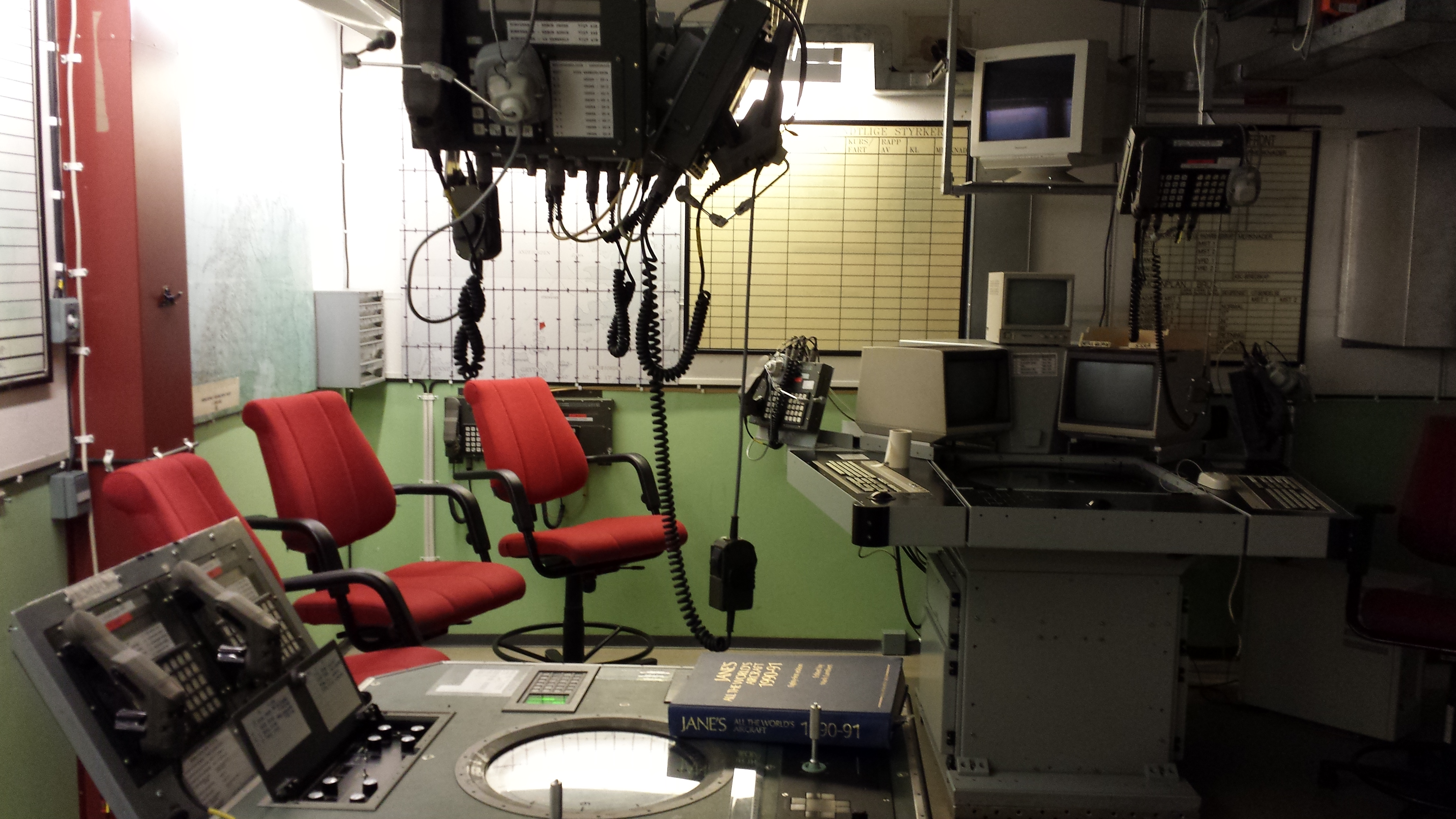
Operationszentrale – Kommandozentrale
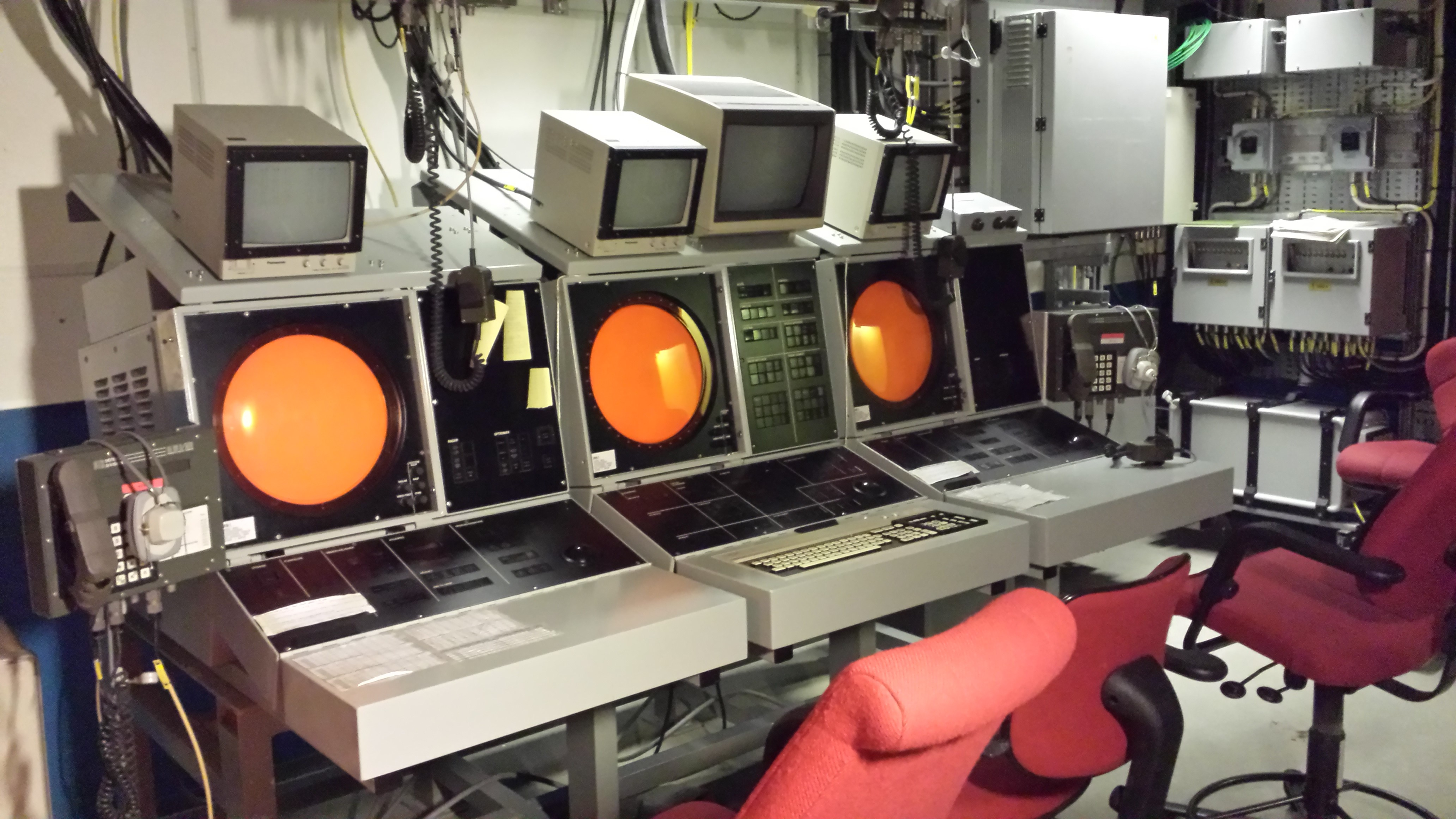
Operationszentrale für Geschütze A, B und C – Kommandozentrale
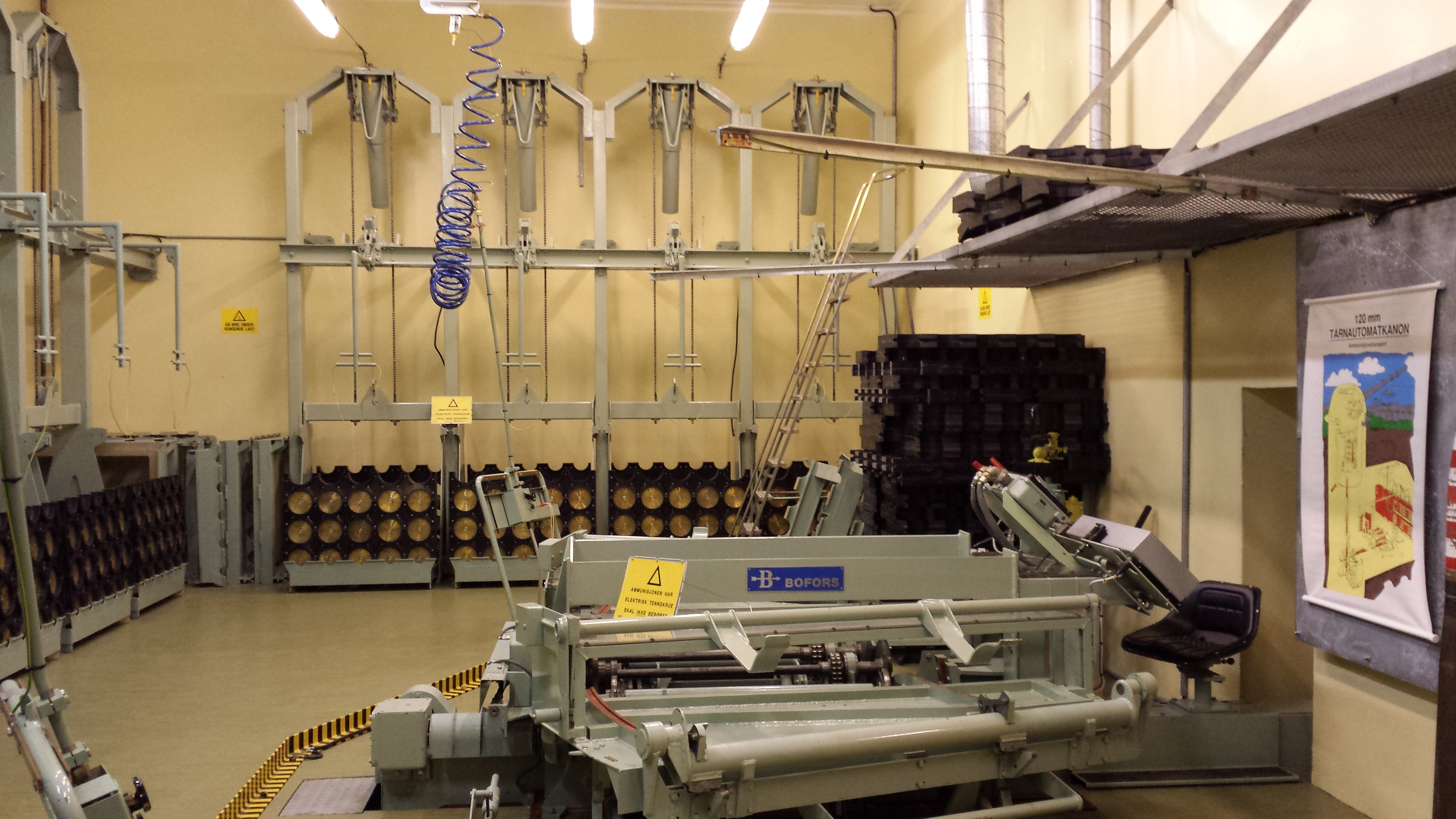
Magazin – Geschütz A
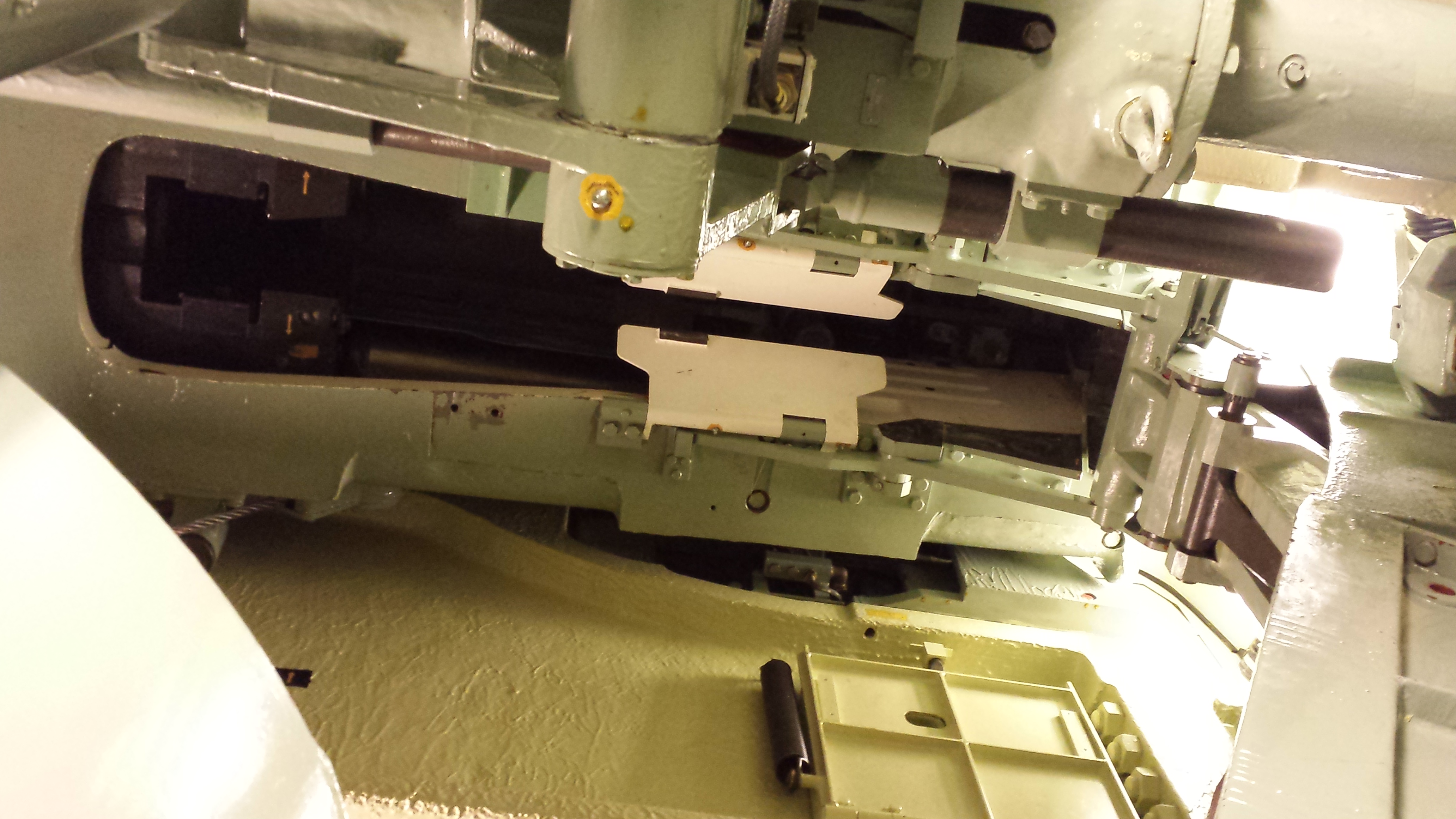
Lademechanismus – Geschütz A
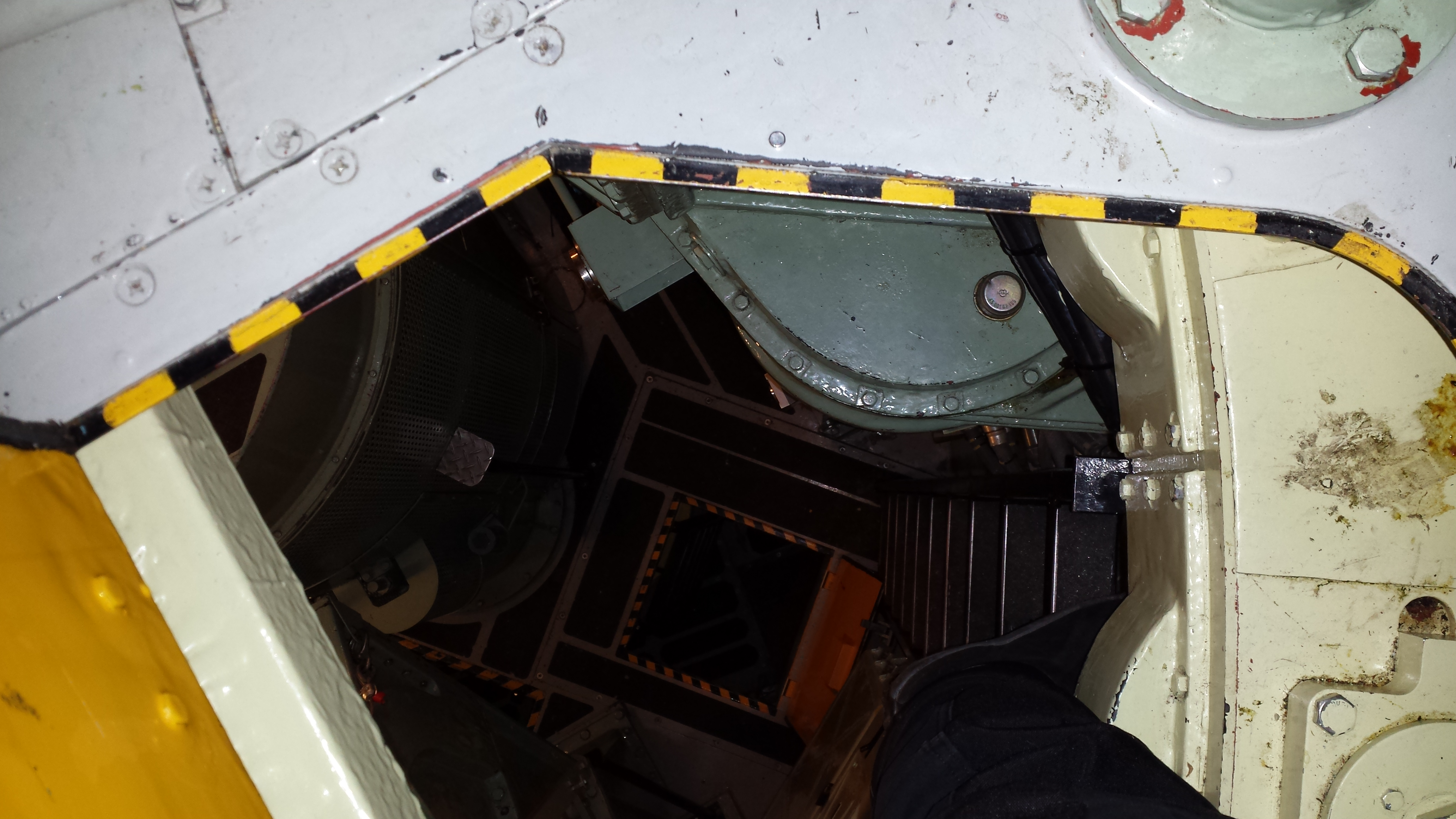
Innenansicht – Geschütz A
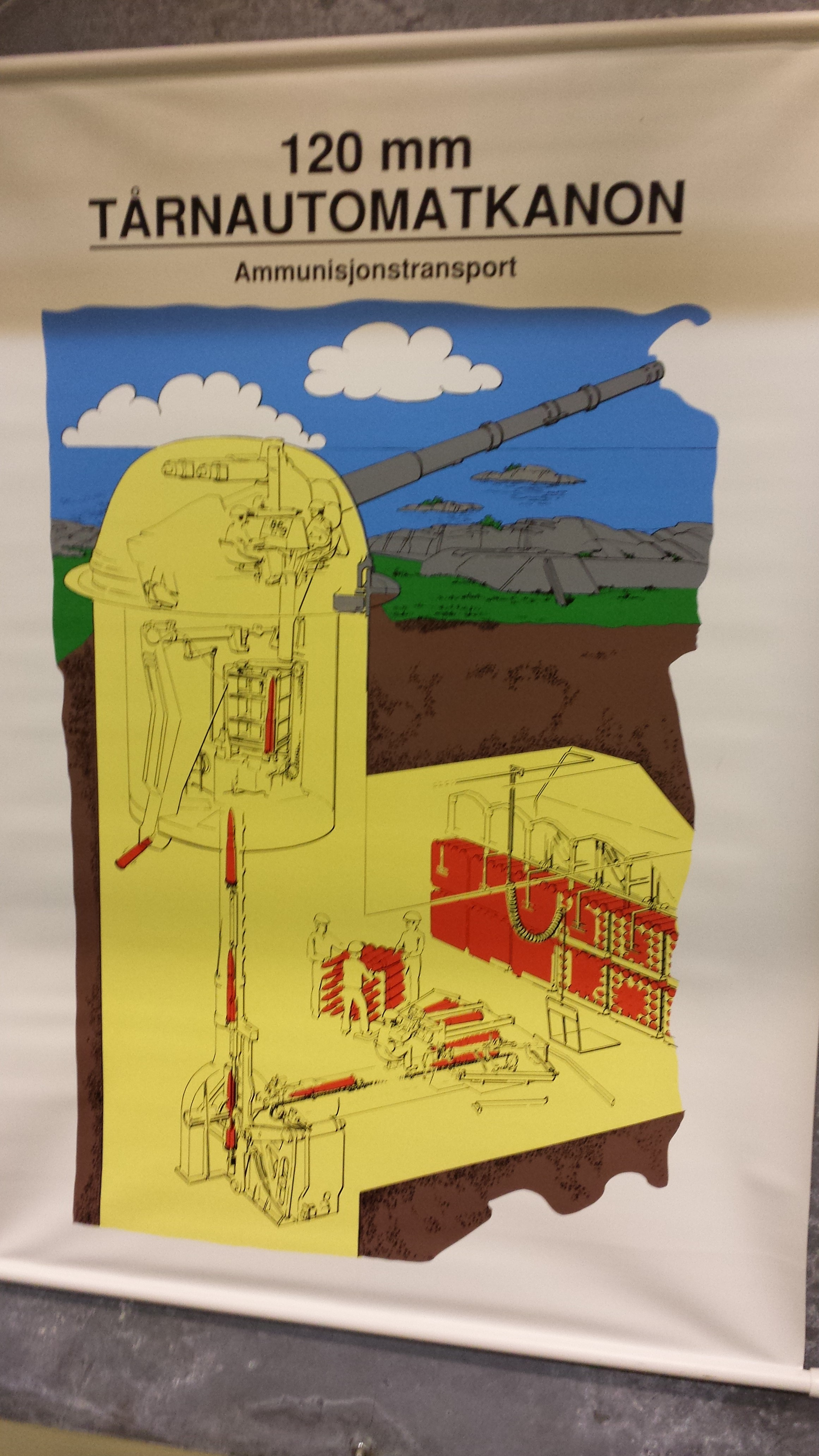
Beschreibung – Geschütz A